# Мусіївка (Мелітопольський район)
Мусі́ївка — село в Україні, у Мелітопольському районі Запорізької області. Входить до складу Чкаловської сільської громади. Населення становить 70 осіб на 01.01.17.

## Географія
Село Мусіївка розташоване на відстані 2 км від села Гоголівка та за 22 км на захід від селища Веселе. Поруч проходить залізниця, станція 51 км за 2 км на південь.
У селі є вулиці: Квіткова та Степова.

## Історія
Заснована Мусіївка 1925 року. Першими поселенцями були вихідці із сіл Великої Білозерки, Новоолександрівки і Покровки.
Село постраждало від Голодомору 1932—1933 років, організованого радянським урядом з метою винищення місцевого українського населення. Кількість встановлених жертв згідно з даними Державного архіву Запорізької області та свідченнями очевидців — 21 особа. За іншими даними встановлено щонайменше 212 жителів села, які померли під час організованого радянською владою Голодомору 1932—1933 років.
У 1962—1965 роках належало до Михайлівського району Запорізької області, відтак у складі Веселівського району.
До 2017 року орган місцевого самоврядування - Гоголівська сільська рада.

## Населення
За переписом населення України 2001 року в селі мешкали 163 особи.

### Мова
Розподіл населення за рідною мовою за даними перепису 2001 року:
| Мова       | Відсоток |
| ---------- | -------- |
| українська | 84,66 %  |
| російська  | 15,34 %  |